# Meurtres très ordonnés
Pour plus de détails, voir Fiche technique et Distribution.
Meurtres très ordonnés (Absence of the Good) est un téléfilm américain de 1999 réalisé par John Flynn.

## Synopsis
un détective a perdu son fils dans un accident et a la suite il va enquêter sur le meurtre d'une femme, alors que sur la scène du crime porte la signature de son fils décédé.

## Fiche technique
- Titre original : Absence of the Good
- Titre français : Meurtres très ordonnés
- Réalisation : John Flynn
- Scénario : James Reid et David Golden
- Photographie : Ric Waite
- Montage : Barry Zetlin
- Musique : Richard Marvin
- Production : David Bixler, Jeff Ivers, Kevin M. Kallberg et Brad Krevoy
- Pays d'origine :  États-Unis
- Langue : Anglais
- Durée : 95 minutes
- Date de sortie : 15 octobre 1999 (USA)

## Distribution
- Stephen Baldwin : Caleb Barnes
- Tyne Daly : Dr Marcia Lyons
- Elizabeth Barondes : Bailey
- Brian Lee Bouck : Joe Marshall
- Jenniffer Buckalew : Sheila Gaskin
- Roger Callard : Evans
- Dalin Christiansen : M. Gummer
- Neblis Francois : le jeune uniforme
- Andrew Fugate : Michael Barnes
- Allen Garfield : le lieutenant Paul Taylor
- Frank Gerrish : Roger
- Shawn Huff : Mary Barnes
- Rob Joseph : l'agent du SWAT
- Robert Joseph : l'agent du SWAT
- Robert Knepper : Glenn Dwyer
- Janice Knickrehm : Agnes Thurmond
- Cecile Krevoy : la réceptionniste
- Britt Leary : Lynette Gummer
- Tamie Logan : Tracy
- James Maitland : le détective Garcia
- Cathleen Mason : Mme Gummer
- Giselle Miller : Andy Wendt
- Silas Weir Mitchell : Jack Gaskin
- Joey Miyashima : Childress
- Steve O'Neill : le détective Sloan
- Rosalie Richards : Mme Kogen
- Robby Robinson : Clerk
- Dennis Saylor : le révérend Steve
- George Sullivan : le shérif Burnett
- Hillary J. Walker : l'assistante de bureau
- Alex Warren : Julie / Sarah Quinn
- Michelle Wright : la détective
- Jimmy Miklavcic : l'adjoint du shérif (non crédité)